# فوزي القطب
فوزي القطب، وهو صانع وخبير متفجرات ومناضل فلسطيني اشترك في ثورة 1936 ولعب دورا محورياً إبان حرب 1947-1948.

## ولادته ونشأته
ولد فوزي نامق القطب في عام 1917 في دمشق، حيث كان والدهُ يعمل كموظف حسابات في المالية في الدولة العثمانية. أكمل المرحلة الابتدائية في المدرسة الرشيدية بالقدس وتابع دراسته في كلية تراسنطة ثم عمل موظفاً في المطبعة الحكوميّة البريطانيّة. وقد أجاد اللغة الإنجليزية منذ شبابهِ لعمله في المطبعة البريطانيّة، كما أجاد اللغة التركيّة عن أمّهِ التركية، كما كان مولعاً بتفكيك الأشياء وإعادة تركيبها. ولقد وصفه المؤرخ الأمريكي J. Bowyer Bell بأنه لم يكن يشبه العرب أبداً، إذ كان فارعَ الطول أشقر، وعيونُه خضراء.
أسس مع رفاق دربه صبحي أبى غربية (شقيق بهجت أَبو غربية)، وداود العلمي، مجموعة فدائية خلال ثورة 1936، وخططوا ونفذوا لمجموعة من العمليات الفدائية في الأحياء اليهودية، كالقاء القنابل، وحرق المخازن والمصانع فيها.
واشترك فوزي في عدد من المعارك عام 1936، منها معركة بلعا في 10 آب/أغسطس، ومعركة عصيرة الشمالية في 17 آب/أغسطس، ومعركة وادي عرعرة في 20 آب/أغسطس، ومعركة عين دور في 26 من الشهر نفسه.

## هروبه للعراق
ولما استشهد صديقه سامي الأنصاري، قام بعملية قتل فيها شرطياً بريطانيا، واتبعه بشرطي آخر في باب العمود. وتعقبتهُ السلطات البريطانية متهمة إياه بقتل عدد من البريطانيين واليهود، ولما اشتدت في مطاردته، غادر القدس متخفياً إلى العراق واشترك في ثورة رشيد عالي الكيلاني عام 1941 ثم انتقل إلى الآستانة، والتحقق بالمفتي الحاج أمين الحسيني فأرسله إلى ألمانيا النازية حيث تلقى عدة دورات عسكرية، وتدرب على إعداد المتفجرات والألغام، وعمل في الإذاعة العربية التي كانت تبث من ألمانيا مع الصحافي والإعلامي العراقي يونس بحري.

## عودته إلى القدس
لاحقاً عاد إلى القدس والتقى بعبد القادر الحسيني وألفا فرقة التدمير العربية التي دربت الشباب على إعداد المتفجرات والألغام، وكان لها الفضل الأكبر في أعمال النسف والتدمير التي حصلت في القدس بعد قرار التقسيم في عام 1947، ومن بين هذه الأعمال: نسف شارع هاسوليل والبالستاين بوست في 1 شباط/ فبراير 1948، وتفجيرات شارع بن يهودا، ومستعمرة ميكور حاييم في 13 آذار/ مارس 1948، وحي مونتفيوري، وقافلة كفار عصيون، وطريق القسطل، وقافلة هداسا، ومستعمرة النبي يعقوب، وضرب الوكالة اليهودية التي نفذها أنطون داود، ونسف خط السكة الحديدية بين القدس ويافا. 
وبقي في القدس حتى وقعت نكسة 1967 فغادرها إلى دمشق وفتح مكتباً للترجمة فقد كان يتقن من اللغات إلى جانب اللغة العربية، الإنجليزية والتركية والألمانية وقليل من الايطالية.

## وفاته
توفي في دمشق عام 1988 وفي جسمه من أثار الجهاد أكثر من عشرين شظية.